# Правило будівельне

1 - стіна, 2 - гак,
3 - правило, 4 - укладена плитка

Будівельне прав́ило - довга планка (інколи з ватерпасом). Використовується для визначення початкової лінії плитки, що укладається на стіну. Для кріплення правила до стіни використовуються гаки. Будівельні правила найчастіше виготовляють з алюмінію, з трапецієподібним перетином.